# Овсянниково (Кичменгско-Городецкий район)
Овсянниково — деревня в Кичменгско-Городецком районе Вологодской области.
Входит в состав Городецкого сельского поселения (с 1 января 2006 года по 1 апреля 2013 года входила в Сараевское сельское поселение), с точки зрения административно-территориального деления — в Сараевский сельсовет.
Расстояние до районного центра Кичменгского Городка по автодороге составляет 40 км. Ближайшие населённые пункты — Привольная, Сараево, Якшинская, Прилук, Наволок.
Население по данным переписи 2002 года — 92 человека (46 мужчин, 46 женщин). Преобладающая национальность — русские (99 %).